# Jonathan Requena
Jonathan Iván Requena (Córdoba, Argentina, 11 de julio de 1996) es un futbolista argentino. Juega de volante.

## Trayectoria
Debutó en Banfield, en el torneo de Segunda División de Argentina con solo 16 años.
Marcó su primer gol ante Aldosivi en el 2013.
En el torneo transición jugaría 6 partidos marcando un gol frente a Quilmes.
En el torneo de 30 equipos no tendría mucha continuidad y solo jugaría 6 partidos de 30 sin marcar goles.

### Atlanta
En el 2016 se confirmaría que estaría a préstamo por 6 meses en el Club Atlético Atlanta.
Rescindió su contrato con Atlanta, la razón es sencilla: falta de oportunidades en el primer equipo.

### Regreso a Banfield
Tras rescindir su contrato vuelve a Banfield a jugar en la reserva por el resto del 2016.

### Defensa y Justicia
Tras rescindir su contrato con Banfield, se incorpora en calidad de libre a Defensa y Justicia con un contrato de un año. Se desempeña durante el primer semestre de 2018 como titular y capitán del equipo reserva.

### Deportes Temuco
Tras quedar libre, Requena firma con el cuadro de Deportes Temuco hasta fin del año 2019.

### River Plate (Paraguay)
El 4 de junio de 2019, mediante su cuenta de Twitter Deportes Temuco anuncia que ha llegado a un acuerdo para rescindir de forma anticipada el contrato de jugador, para facilitar su traspaso al Fútbol paraguayo. Más tarde, se anunció que el equipo donde Requena jugará será River Plate

## Estadísticas
- Actualizado hasta el 25 de marzo de 2017.

| Banfield Argentina | 2.ª                 | 2012-13             | 3  | 0 | 1 | 0 | - | - | 4  | 0 | 0,00 |
| Banfield Argentina | 2.ª                 | 2013-14             | 23 | 1 | 1 | 0 | - | - | 24 | 1 | 0,08 |
| Banfield Argentina | 1.ª                 | 2014                | 6  | 1 | 0 | 0 | - | - | 6  | 1 | 0,16 |
| Banfield Argentina | 1.ª                 | 2015                | 6  | 0 | 1 | 0 | - | - | 7  | 0 | 0,00 |
| Total club | Total club          | Total club          | 38 | 2 | 3 | 0 | - | - | 41 | 2 | 0,04 |
| Atlanta Argentina | 3.ª                 | 2016                | 5  | 0 | 0 | 0 | - | - | 5  | 0 | 0,00 |
| Total club | Total club          | Total club          | 5  | 0 | 0 | 0 | - | - | 5  | 0 | 0,00 |
| Banfield Argentina | 1.ª                 | 2016-17             | 0  | 0 | 0 | 0 | 0 | 0 | 0  | 0 | 0,00 |
| Total club | Total club          | Total club          | 0  | 0 | 0 | 0 | 0 | 0 | 0  | 0 | 0,00 |
| Total en su carrera | Total en su carrera | Total en su carrera | 43 | 2 | 3 | 0 | 0 | 0 | 46 | 2 | 0,04 |
| (1) Las copas nacionales se refiere a la Copa Argentina. (2) Las copas internacionales se refiere a la Copa Sudamericana. (3) Media de goles por encuentro. No incluye goles en partidos amistosos. |                     |                     |    |   |   |   |   |   |    |   |      |